# Sex Cymbal
Albums de Sheila E.
Sheila E.
(1987) Writes of Passage
(2000)
Sex Cymbal est le 4e album de la chanteuse et percussionniste américaine Sheila E. sorti en 1991, 4 ans après son prédécesseur Sheila E.

## Historique
Sheila et son frère Peter Michael entrent en studio afin d'enregistrer ce nouvel album, ils le produisent eux-mêmes, avec un petit coup de main de David Guzman. Trois chansons seront éditées en singles, Sex Cymbal, Droppin' Like Flies et Cry Baby. Ce nouvel album diffère de son prédécesseur, si ce dernier contenait des rythmes latins proches des influences de l'artiste, celui-ci est plus orienté house et dance qui étaient populaires durant les années 1980 et 1990.

## Liste des titres
1. Sex Cymbal
2. Funky Attitude
3. Cry Baby
4. Lady Marmalade
5. 808 Kate (Drum Solo)
6. Loverboy
7. Mother Mary
8. Droppin' Like Flies
9. What'cha Gonna Do
10. Private Party (Tu Para Mi)
11. Family Affair (Percussion Jam)
12. Promise Me Love
13. Heaven